# Galactia galactia
Galactia galactia là một loài thực vật có hoa trong họ Đậu. Loài này được (L.) Vail miêu tả khoa học đầu tiên năm 1895.